# قرار مجلس الأمن التابع للأمم المتحدة رقم 763
قرار مجلس الأمن التابع للأمم المتحدة رقم 763، الذي اتخذ دون تصويت في 6 تموز / يوليو 1992، بعد دراسة طلب جمهورية جورجيا للانضمام إلى عضوية الأمم المتحدة، أوصى المجلس الجمعية العامة بقبول جورجيا.

## روابط خارجية
- نص القرار في undocs.org